# AJ Tracey
Ché Wolton Grant (Brixton, 1994. március 4. –) művésznevén AJ Tracey brit rapper, énekes, dalszerző és lemezproducer. A nyugat-londoni Ladbroke Grove-ból származik.
Tracey 2016-ban vált népszerűvé, és a The Guardian felvette a 2016-os fesztiválok legjobb új szereplőinek listájára.

## Diszkográfia

### Stúdióalbumok
- AJ Tracey (2019)
- Flu Game (2021)
- Don't Die Before You're Dead (2025)